# Teodor Wallström
Karl Teodor Wallström, född 9 maj 1874 i Lödöse, Västergötland, död 14 september 1943 i Lödöse, var en svensk kyrkomålare och dekorationsmålare.
Han var son till Martin Bernhard Wallström och gift första gången med Ester Arvidsson och andra gången med Bertha Borgström. Wallström studerade vid Slöjdföreningens skola i Göteborg 1894–1895 och med understöd av Kommerskollegium studerade han kyrkorestaurering i Tyskland. Han har utfört ett flertal kyrkorestaureringar, dekorationsmålningar och blev med tiden en erkänd kyrkokonstnär i Västsverige.